# All-Star Game de la NBA 2018
El All-Star Game de la NBA de 2018 fue la sexagésima séptima edición del partido de las estrellas de la NBA. Tuvo lugar el 18 de febrero de 2018 en el Staples Center de Los Ángeles, California, sede de los equipos de Los Angeles Lakers y Los Angeles Clippers. Fue la sexta ocasión que la ciudad de Los Ángeles acogió el All-Star, y la primera desde 2011.

## Nuevo formato
El 3 de octubre de 2017, la NBA anunció que el formato del tradicional partido entre la Conferencia Este contra la Conferencia Oeste cambiaría, y en esta edición, los dos jugadores más votados de cada Conferencia serán nombrados capitanes y serán los que vayan eligiendo a sus compañeros a través de una especie de draft, por lo que tanto jugadores del Este como del Oeste estarán mezclados. Además, cada equipo elegirá una organización benéfica a la que destinará un donativo como consecuencia del premio recibido por ganar el partido.

## All-Star Game

### Jugadores
Los quintetos iniciales del All-Star Game se anunciaron el 18 de enero de 2018. Kyrie Irving de los Boston Celtics y DeMar DeRozan de los Toronto Raptors fueron los elegidos en los puestos de base y escolta del este, logrando su quinta y cuarta aparición en un All-Star respectivamente. LeBron James fue elegido titular por decimocauarta ocasión en su carrera, batiendo el récord que tenía Dirk Nowitzki de más selecciones entre los jugadores activo. Junto a James, fueron seleccionados como jugadores interiores Joel Embiid de los Philadelphia 76ers, en su primera elección, y Giannis Antetokounmpo de los Milwaukee Bucks, que aparece en el partido de las estrellas por segunda vez.
Stephen Curry de los Golden State Warriors y James Harden de Houston Rockets fueron los elegidos del backcourt en el Oeste, logrando sus quinta y sexta aparición respectivamente. En el frontcourt, Kevin Durant de los Golden State Warriors fue elegido por novena ocasión en su carrera, uniéndose a DeMarcus Cousins de New Orleans Pelicans y Anthony Davis, ambos de New Orleans Pelicans, en sus cuarta y quinta selecciones respectivamente. Cousins, lesionado, fue sustituido por Paul George de los Oklahoma City Thunder, en su quinta participación; su compañero Westbrook ocuparía su plaza como titular.

Los reservas del All-Star Game fueron anunciados el 23 de enero. Por parte del Oeste aparecieron Russell Westbrook de los Oklahoma City Thunder, su séptima selección, Klay Thompson y Draymond Green de Golden State Warriors, sus cuarta y tercera elección respectivamente, LaMarcus Aldridge de los San Antonio Spurs, su sexta elección, Damian Lillard de Portland Trail Blazers, tercera participación, y Karl-Anthony Towns y Jimmy Butler de los Minnesota Timberwolves, en su primera y cuarta aparición respectivamente. 
En lo que respecta al Este, Kyle Lowry de los Toronto Raptors fue elegido por cuarta vez, Al Horford de los Boston Celtics por quinta, Kevin Love de los Cleveland Cavaliers, John Wall y Bradley Beal de Washington Wizards, quinta y primera elección respectivamente, mientras Victor Oladipo de los Indiana Pacers, y Kristaps Porziņģis de los New York Knicks eran seleccionados por primera vez. Sin embargo, Porzingis, Love y Wall no pudieron acudir por lesión, siendo sustituidos por Goran Dragić (Miami Heat, primera elección), Kemba Walker (Charlotte Hornets, segunda elección) y Andre Drummond (Detroit Pistons, segunda elección).
| Pos.             | Nacionalidad                       | Jugador               | Equipo              | N.º de selec.    |
| Quinteto inicial | Quinteto inicial                   | Quinteto inicial      | Quinteto inicial    | Quinteto inicial |
| ---------------- | ---------------------------------- | --------------------- | ------------------- | ---------------- |
| B                | Bandera de Estados Unidos          | Kyrie Irving          | Boston Celtics      | 5                |
| B                | Bandera de Estados Unidos          | DeMar DeRozan         | Toronto Raptors     | 4                |
| A                | Bandera de Estados Unidos          | LeBron James          | Cleveland Cavaliers | 14               |
| P                | Bandera de Camerún                 | Joel Embiid           | Philadelphia 76ers  | 1                |
| A/B              | Bandera de Grecia                  | Giannis Antetokounmpo | Milwaukee Bucks     | 2                |
| Reservas         |                                    |                       |                     |                  |
| B                | Bandera de Estados Unidos          | Bradley Beal          | Washington Wizards  | 1                |
| B                | Bandera de Eslovenia               | Goran Dragić          | Miami Heat          | 1                |
| P/A              | Bandera de la República Dominicana | Al Horford            | Boston Celtics      | 5                |
| A/P              | Bandera de Estados Unidos          | Kevin Love            | Cleveland Cavaliers | 5                |
| B                | Bandera de Estados Unidos          | Kyle Lowry            | Toronto Raptors     | 4                |
| B                | Bandera de Estados Unidos          | Victor Oladipo        | Indiana Pacers      | 1                |
| A/P              | Bandera de Letonia                 | Kristaps Porziņģis    | New York Knicks     | 1                |
| B                | Bandera de Estados Unidos          | John Wall             | Washington Wizards  | 5                |
| P                | Bandera de Estados Unidos          | Andre Drummond        | Detroit Pistons     | 2                |

| Pos.             | Nacionalidad                       | Jugador            | Equipo                 | N.º de selec.    |
| Quinteto inicial | Quinteto inicial                   | Quinteto inicial   | Quinteto inicial       | Quinteto inicial |
| ---------------- | ---------------------------------- | ------------------ | ---------------------- | ---------------- |
| B                | Bandera de Estados Unidos          | Stephen Curry      | Golden State Warriors  | 5                |
| B                | Bandera de Estados Unidos          | James Harden       | Houston Rockets        | 6                |
| A                | Bandera de Estados Unidos          | Kevin Durant       | Golden State Warriors  | 9                |
| P                | Bandera de Estados Unidos          | DeMarcus Cousins   | New Orleans Pelicans   | 4                |
| A/P              | Bandera de Estados Unidos          | Anthony Davis      | New Orleans Pelicans   | 5                |
| Reservas         |                                    |                    |                        |                  |
| G                | Bandera de Estados Unidos          | Russell Westbrook  | Oklahoma City Thunder  | 7                |
| G                | Bandera de Estados Unidos          | Damian Lillard     | Portland Trail Blazers | 3                |
| F                | Bandera de Estados Unidos          | Draymond Green     | Golden State Warriors  | 3                |
| C                | Bandera de la República Dominicana | Karl-Anthony Towns | Minnesota Timberwolves | 1                |
| F/C              | Bandera de Estados Unidos          | LaMarcus Aldridge  | San Antonio Spurs      | 6                |
| G                | Bandera de Estados Unidos          | Klay Thompson      | Golden State Warriors  | 4                |
| G/F              | Bandera de Estados Unidos          | Jimmy Butler       | Minnesota Timberwolves | 4                |

### Partido
| 18 de febrero, 20:00 ET | Equipo LeBron                                                     | 148–145              | Equipo Stephen                                                                          | |  |
|                         | Parciales: 31–42, 45–36, 33–34, 39–33                             |                      |                                                                                         | |  |
|                         | Estadísticas LeBron James - 29 LeBron James - 10 Kyrie Irving - 9 | Reporte Pts Reb Asts | Estadísticas DeMar DeRozan, Damian Lillard - 21 Karl-Anthony Towns - 10 Kyle Lowry - 11 | Pabellón: Staples Center, Los Ángeles, California Asistencia: 17 801 espectadores Árbitros: James Capers, Gary Zielinski, Tony Brown Televisión: TNT |  |

## All-Star Weekend

### Mountain Dew KickStart Rising Stars Challenge
El Mountain Dew KickStart Rising Stars Challenge es un partido de exhibición en el que participan los mejores jugadores de primer año (Rookies) y segundo año (Sophomores). El partido consta de dos tiempos de 20 minutos, similar al baloncesto universitario.
El formato del partido es el mismo utilizado en años anteriores, enfrentando a los Estados Unidos contra el Resto del Mundo. Los participantes han sido divididos entre los diez mejores jugadores de primer y segundo año de nacionalidad estadounidense, y los diez mejores jugadores de primer y segundo año de nacionalidad extranjera, similar al Nike Hoop Summit que utiliza este formato desde 1995.
| Pos.        | Jugador          | Equipo             | R/S       |
| ----------- | ---------------- | ------------------ | --------- |
| G           | Lonzo Ball       | Los Angeles Lakers | Rookie    |
| G           | Malcolm Brogdon  | Milwaukee Bucks    | Sophomore |
| G/F         | Jaylen Brown     | Boston Celtics     | Sophomore |
| F/C         | John Collins     | Atlanta Hawks      | Rookie    |
| G           | Kris Dunn        | Chicago Bulls      | Sophomore |
| G/F         | Brandon Ingram   | Los Angeles Lakers | Sophomore |
| F           | Kyle Kuzma       | Los Angeles Lakers | Rookie    |
| G           | Donovan Mitchell | Utah Jazz          | Rookie    |
| G           | Dennis Smith Jr. | Dallas Mavericks   | Rookie    |
| F           | Jayson Tatum     | Boston Celtics     | Rookie    |
| F           | Taurean Prince   | Atlanta Hawks      | Sophomore |
| Entrenador: |                  |                    |           |

| Pos.        | Nacionalidad | Jugador           | Equipo             | R/S       |
| ----------- | ------------ | ----------------- | ------------------ | --------- |
| G           | Serbia       | Bogdan Bogdanović | Sacramento Kings   | Rookie    |
| G/F         | Canadá       | Dillon Brooks     | Memphis Grizzlies  | Rookie    |
| C           | Camerún      | Joel Embiid       | Philadelphia 76ers | Sophomore |
| G           | Bahamas      | Buddy Hield       | Sacramento Kings   | Sophomore |
| F           | Finlandia    | Lauri Markkanen   | Chicago Bulls      | Rookie    |
| G           | Canadá       | Jamal Murray      | Denver Nuggets     | Sophomore |
| G           | Francia      | Frank Ntilikina   | New York Knicks    | Rookie    |
| F/C         | Lituania     | Domantas Sabonis  | Indiana Pacers     | Sophomore |
| G/F         | Australia    | Ben Simmons       | Philadelphia 76ers | Rookie    |
| F           | Croacia      | Dario Šarić       | Philadelphia 76ers | Sophomore |
| Entrenador: |              |                   |                    |           |

#### Partido
| 16 de febrero, 21:00 ET | USA                                                                   | 124–155              | Mundo                                                                |                                                                    |  |
|                         | Marcador por tiempos: 59-78, 65-77                                    |                      |                                                                      |                                                                    |  |
|                         | Estadísticas Jaylen Brown - 35 Jaylen Brown - 10 Donovan Mitchell - 7 | Reporte Pts Reb Asts | Estadísticas Buddy Hield - 29 Domantas Sabonis - 11 Ben Simmons - 13 | Pabellón: Staples Center, Los Ángeles, California Televisión: ESPN |  |

### Skill Challenge
El Skill Callenge es un concurso de habilidades donde se prueba la capacidad de pasar, driblar y anotar el balón. Consiste en un ejercicio en el que se deben driblar obstáculos, hacer un pase directo y encestar algunas canastas. 
| Pos. | Jugador            | Equipo               | Altura | Peso |
| ---- | ------------------ | -------------------- | ------ | ---- |
| G    | Spencer Dinwiddie  | Brooklyn Nets        | 6–6    | 200  |
| C    | Joel Embiid        | Philadelphia 76ers   | 7–0    | 250  |
| F/C  | Al Horford         | Boston Celtics       | 6–10   | 245  |
| F    | Lauri Markkanen    | Chicago Bulls        | 7–0    | 230  |
| G    | Donovan Mitchell   | Utah Jazz            | 6–3    | 215  |
| G    | Jamal Murray       | Denver Nuggets       | 6–4    | 207  |
| F/C  | Kristaps Porziņģis | New York Knicks      | 7–3    | 240  |
| G    | Lou Williams       | Los Angeles Clippers | 6–1    | 175  |

### Three-Point Contest
| Pos. | Jugador         | Equipo                | Altura | Peso | 1.ª ronda | Ronda final |
| ---- | --------------- | --------------------- | ------ | ---- | --------- | ----------- |
| G    | Devin Booker    | Phoenix Suns          | 6–6    | 210  | 19        | 28          |
| G    | Klay Thompson   | Golden State Warriors | 6–7    | 215  | 19        | 25          |
| F    | Tobias Harris   | Los Angeles Clippers  | 6–9    | 235  | 18        | 17          |
| G    | Wayne Ellington | Miami Heat            | 6–5    | 200  | 17        | —           |
| G    | Bradley Beal    | Washington Wizards    | 6–5    | 207  | 15        | —           |
| G    | Eric Gordon     | Houston Rockets       | 6–4    | 215  | 12        | —           |
| G    | Kyle Lowry      | Toronto Raptors       | 6–0    | 205  | 11        | —           |
| F    | Paul George     | Oklahoma City Thunder | 6–9    | 220  | 9         | —           |

### Slam Dunk Contest
El Slam Dunk Contest es una competición de mates en la que los participantes intentan mostrar sus mejores habilidades y estilos a la hora de atacar el aro.
| Pos. | Jugador             | Equipo              | Altura | Peso | 1ª ronda   | Ronda final |
| ---- | ------------------- | ------------------- | ------ | ---- | ---------- | ----------- |
| G    | Donovan Mitchell(*) | Utah Jazz           | 6–3    | 215  | 98 (48+50) | 98 (50+48)  |
| F    | Larry Nance, Jr.    | Cleveland Cavaliers | 6–9    | 230  | 93 (44+49) | 96 (46+50)  |
| G    | Dennis Smith Jr.    | Dallas Mavericks    | 6–3    | 195  | 89 (39+50) | —           |
| G    | Victor Oladipo      | Indiana Pacers      | 6–4    | 210  | 71 (31+40) | —           |

- *Reemplaza a Aaron Gordon por lesión